# Gloydius himalayanus
Gloydius himalayanus là một loài rắn trong họ Rắn lục. Loài này được Günther mô tả khoa học đầu tiên năm 1864. hihi